# Desmodilliscus braueri
Desmodilliscus braueri — монотиповий вид роду Desmodilliscus підродини Піщанкові (Gerbillinae).

## Опис
Цей вид є, ймовірно, найменшим у родині. Довжина голови й тіла від 41 до 74 мм, довжина хвоста від 33 до 49 мм, довжина стопи 13 до 15 мм, довжина вух від 7 до 11 мм і вага до 14 гр. Хутро дуже м'яке. Верхні частини тіла 	
жовтувато-брунатні з білими плямами за вухами. Черево біле. Підошви ніг голі. Хвіст коротший голови і тіла, густо вкритий волосками, але позбавлений пучка на кінці. Зубна формула: 1/1, 0/0, 0/0, 3/2 = 14.

## Поширення
Живе в північній Африці: Буркіна-Фасо, Камерун, Малі, Мавританія, Нігер, Нігерія, Сенегал, Судан. Його природним середовищем проживання є сухі савани.

## Звички
Цей вид наземний, веде нічний спосіб життя. Будує складні системи тунелів і нори з кількома входами. Щільність становить 2-4 особини на гектар. Харчується насінням трави, яке зберігає в своїх кублах.
Самиці народжують 2-3 дитинчат після періоду вагітності 26—35 днів.

## Загрози та охорона
Немає серйозних загроз для цього виду. Знаходиться в кількох охоронних територіяз, але ніяких конкретних заходів щодо збереження не проводиться на місцях.